# Ловчев Євген Серафимович
Євге́н Серафи́мович Ло́вчев (рос. Евгений Серафимович Ловчев, нар. 29 січня 1949, Москва) — радянський футболіст, що грав на позиції захисника. Майстер спорту СРСР міжнародного класу (1974). Заслужений майстер спорту Росії (2004).
Виступав, зокрема, за клуб «Спартак» (Москва), з яким став чемпіоном та володарем Кубка СРСР, а також національну збірну СРСР, у складі якої став бронзовим призером Олімпійських ігор та учасником чемпіонату світу 1970 року.

## Клубна кар'єра

### Дитячі та юнацькі роки
У дитинстві займався різними видами спорту — від баскетболу до лиж, але найбільше любив футбол. Дізнавшись влітку 1961 року, що на Ширяєвому полі тренуються спартаківські хлопчаки, відразу перейшов у спортивну секцію поблизу цього майданчика. Однак затримався в ній недовго: спартаківські хлопці поїхали на літо в Тарасовку, а Ловчева, як не зарахованого ще в команду, залишили вдома. У підсумку прийшов на стадіон «Буревісник» (в Самарському провулку, на його місці згодом побудували спортивний комплекс «Олімпійський»). На першому тренуванні забив два м'ячі, і тренер — у минулому захисник ЦБЧА Іван Кочетков сказав йому: «Завтра принось документи. Заявляємо тебе на першість Москви, будеш грати в нападі». Проте, в підсумку він дебютував як захисник, оскільки команда відчувала потребу саме в цьому амплуа.
Через деякий час в клубі «Буревісник» закрили футбольне відділення, і Ловчева прийняли в команду ДЮСШ «Юність» Дзержинського району Москви, а потім і в експериментальну школу «Буревісник».

### Доросла кар'єра
У 1969 році на запрошення Микити Симоняна з «Буревісника» перейшов в «Спартак» (Москва). При цьому він відразу був узятий в основу, минаючи дублюючий склад. У перший же «спартаківський» рік, став чемпіоном країни і надалі залишався основним гравцем команди.
У 1972 році Ловчев був визнаний найкращим футболістом СРСР.
У осінньому сезоні 1976 року разом з командою вилетів до Першої ліги. З приходом в команду Костянтина Бєскова Ловчев поступово втратив місце в складі і перейшов в 1978 році в «Динамо» (Москва). Однак сезон 1978 року йому так і не дали зіграти, а на наступний сезон, ледь почавши, отримав травму — в грі проти «Шахтаря» в Донецьку порвав м'яз.
Влітку 1980 року Євген перейшов до «Крил Рад» (Куйбишев), за яку виступав протягом другої половини сезону 1980 року у Першій лізі, зігравши 21 гру на позиції «під нападниками» і забивши 15 голів, але не врятував команду від вильоту до Другої ліги.

## Виступи за збірну
25 липня 1969 року дебютував в офіційних іграх у складі національної збірної СРСР в товариському матчі із Східною Німеччиною (2:2).
Наступного року у складі збірної був учасником чемпіонату світу 1970 року у Мексиці. На турнірі Євген став одним з перших гравців в історії, який отримав жовту картку в офіційному футбольному матчі. Це відбулося в грі-відкритті турніру Мексика — СРСР. За однією з версій, він отримав першу жовту картку, однак, виходячи з офіційних документів ФІФА, першим футболістом вважається Кахі Асатіані, потім був Гіві Нодія, а його — лише третя за рахунком. У другому матчі проти Бельгії Ловчев замінив перед перервою травмованого Капличного, але надалі на турнірі на поле не виходив, а команда вилетіла на стадії чвертьфіналу.
За два роки зіграв з командою і на Олімпійських іграх 1972 року у Мюнхені, де зіграв в усіх шести матчах, в тому числі і в грі за 3-тє місце проти НДР, який закінчився внічию 2:2, завдяки чому за регламентом обидві команди стали бронзовими призерами Олімпійських ігор.
Загалом протягом кар'єри у національній команді, яка тривала 9 років, провів у її формі 52 матчі, забивши 1 гол. В 1975 році зіграв 6 матчів у складі олімпійської збірної СРСР.

## Тренерська діяльність
Після закінчення кар'єри гравця працював тренером з командами «Металург» Златоуст (1981—1983), «Локомотив» Челябінськ (1986—1987) та «Дружба» Майкоп (1989). Для можливості навчання у вищій школі тренерів вступив в КПРС, але під час перебудови добровільно покинув ряди партії.
Президент футбольних клубів «зірок» естради «Фортуна» (1990—1991), і «Старко» (1992—1996).
З 1999 року до припинення існування клубу в 2008 році — президент і головний тренер московського футзального клубу «Спартак». У сезоні 2000/01 став з ним чемпіоном Росії, в різні роки також брав з ним кубок і суперкубок.
У 2001—2003 роках — головний тренер збірної Росії з футзалу. Їздив з нею на чемпіонат Європи 2003 року, де росіяни виступили невдало, не зумівши вийти в плей-оф.

## Титули і досягнення
Як гравця
- Бронзовий олімпійський призер: 1972
- Чемпіон СРСР: 1969
- Срібний призер чемпіонату СРСР: 1974
- Бронзовий призер чемпіонату СРСР: 1970
- Володар Кубка СРСР: 1971
- Найкращий футболіст СРСР: 1972
- У списках 33 найкращих футболістів СРСР 7 разів: 4 рази під № 1 (1969, 1972, 1973, 1975), двічі під № 2 (1970, 1974), під № 3 (1976(о))[6]
- Найкращий (1972) і третій (1975) футболіст СРСР (за результатами опитування тижневика «Футбол»).

Як тренера
- Чемпіон Росії з футзалу: 2000/01
- Володар Кубка Росії з футзалу: 2002
- Володар Суперкубка Росії з футзалу: 2003

## Громадська та особисте життя
Чотири рази одружений. Син від першого шлюбу, Євген (нар. 1975), також був футболістом, зіграв 8 матчів за збірну Казахстану.
Обіймав безліч різних посад. Голова Міжнародного фізкультурно-спортивного товариства «Спартак» (призначений у грудні 2017 року Мін'юстом Росії). Є президентом аматорського фестивалю-об'єднання «Футбол». Президент спартаківської футбольної школи. Посол Сочі на чемпіонаті світу з футболу 2018 року. Був радником президента ФК "КАМАЗ "і мера Набережних Човнів Наїля Магдєєва (з листопада 2017 року).
У 2010 році в інтерв'ю говорив, що займається будівельним бізнесом.
У містах Росії регулярно проводяться турніри з футболу та футзалу серед дитячих команд на призи (і кубок) Євгена Ловчева.

### Кар'єра журналіста
Є штатним оглядачем газети «Советский спорт», частий гість різних футбольних передач, таких як «90 хвилин Плюс» на НТВ-Плюс і «Футбол Росії» на каналі"Росія-2". Регулярно виступає як експерт в передачах «Матч ТВ». В рамках газети «Советский спорт» були видані «Щоденники Євгена Ловчева» — історії про російський футбол.
Веде програму «Команда Ловчева» по неділях на радіо «Комсомольская правда» та недільні випуски передачі «Польова кухня» на радіостанції «Вести ФМ». Також працює на радіо «Маяк» в статусі запрошеного експерта в програмі «Майстри спорту» (назва з 2014 року).